# Brzezetz
Brzezetz (polnisch Brzeźce, 1926–1945 Birken) ist eine Ortschaft in Oberschlesien. Sie liegt in der Gemeinde Birawa im Powiat Kędzierzyńsko-Kozielski (Landkreis Kandrzin-Cosel) in der polnischen Woiwodschaft Oppeln.

## Geographie

### Geographische Lage
Das Straßendorf Brzezetz liegt rund fünf Kilometer nordwestlich vom Gemeindesitz Birawa (Bierawa), drei Kilometer südlich von der Kreisstadt Kędzierzyn-Koźle (Kandrzin-Cosel) und 43 Kilometer südöstlich von der Woiwodschaftshauptstadt Oppeln. Der Ort liegt in der Nizina Śląska (Schlesische Tiefebene) innerhalb der Kotlina Raciborska (Ratiborer Becken). Brzezetz liegt am rechten Ufer der Oder.
Durch den Ort führt die Woiwodschaftsstraße Droga wojewódzka 408. Östlich des Dorfes verläuft die Bahnstrecke Kędzierzyn-Koźle–Bohumín. Weiterhin östlich des Dorfes gelegen befindet sich ein Teilstück des ehemalig geplanten Donau-Oder-Kanal.

### Nachbarorte
Nachbarorte von Brzezetz sind im Südosten Alt Cosel (Stare Koźle), im Westen auf der gegenüberliegenden Oderseite Kobelwitz (Kobylice) und im Norden die Kreisstadt Kędzierzyn-Koźle (Kandrzin-Cosel). 

## Geschichte

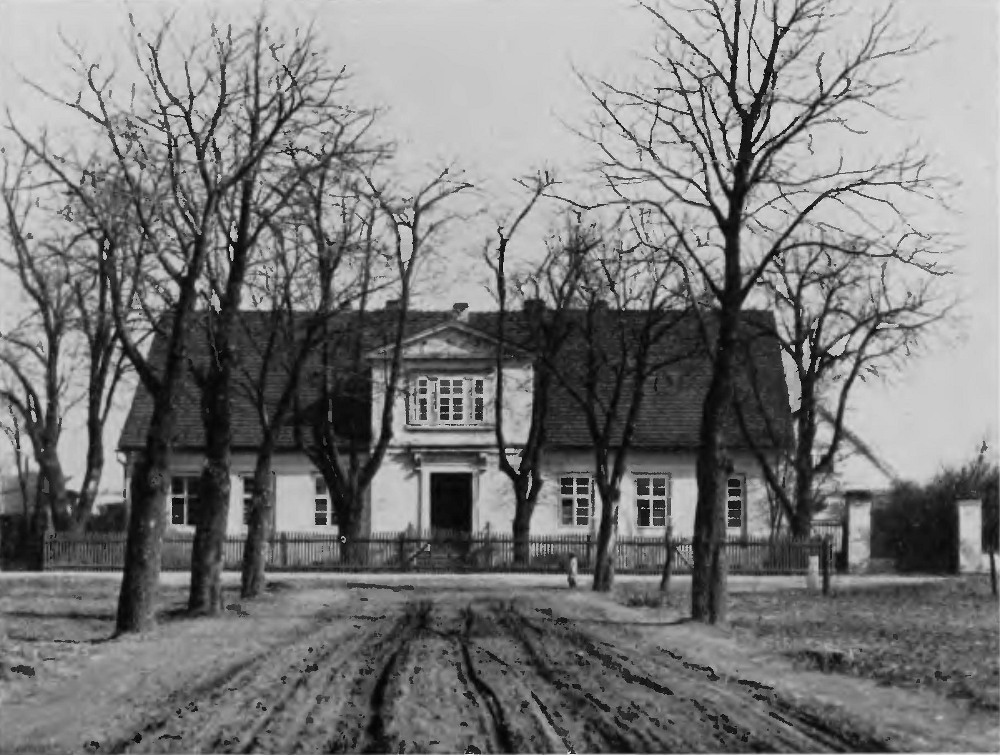
Die ehemalige Oberförsterei um 1930

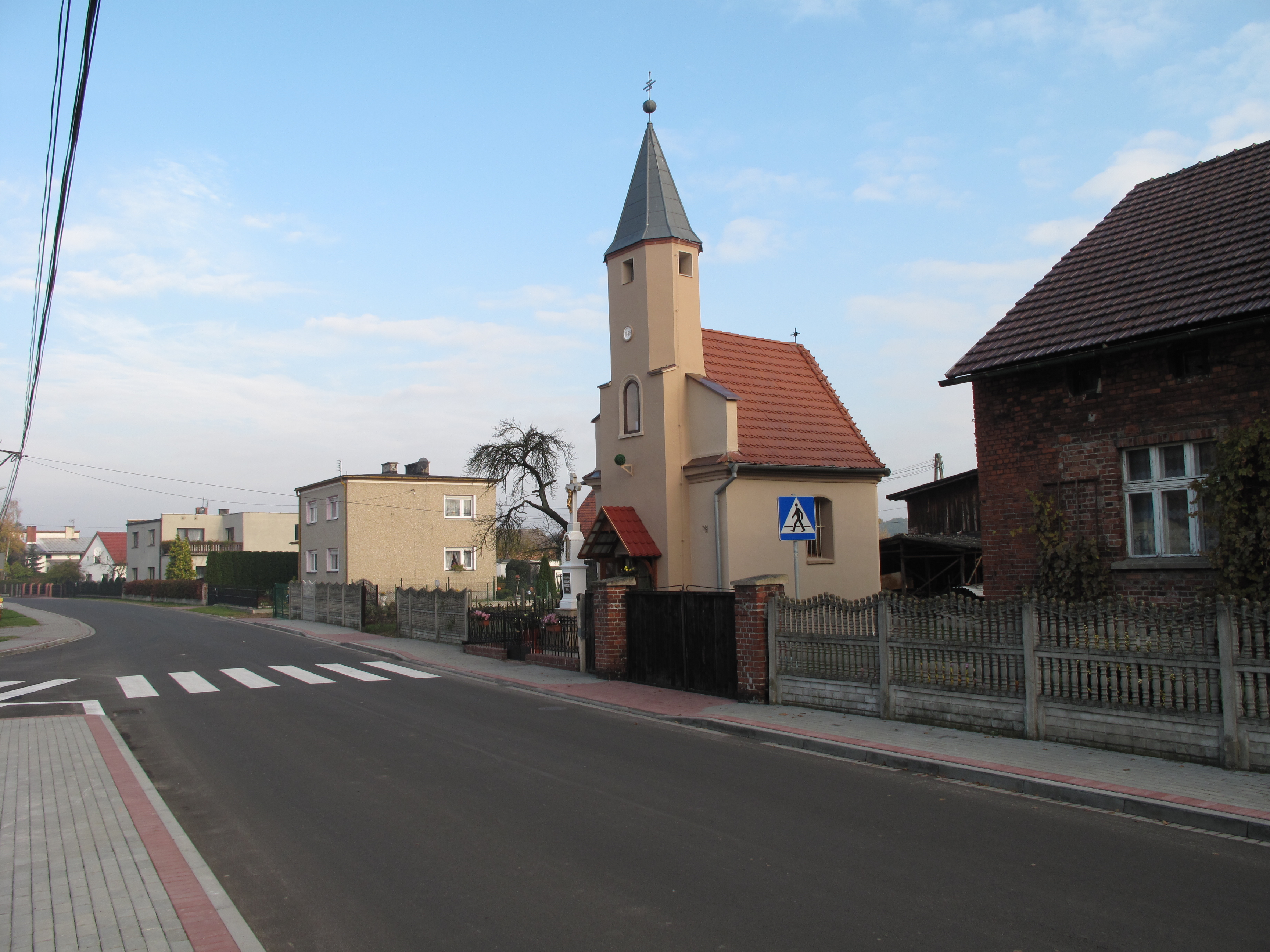
Kapelle mit Glockenturm

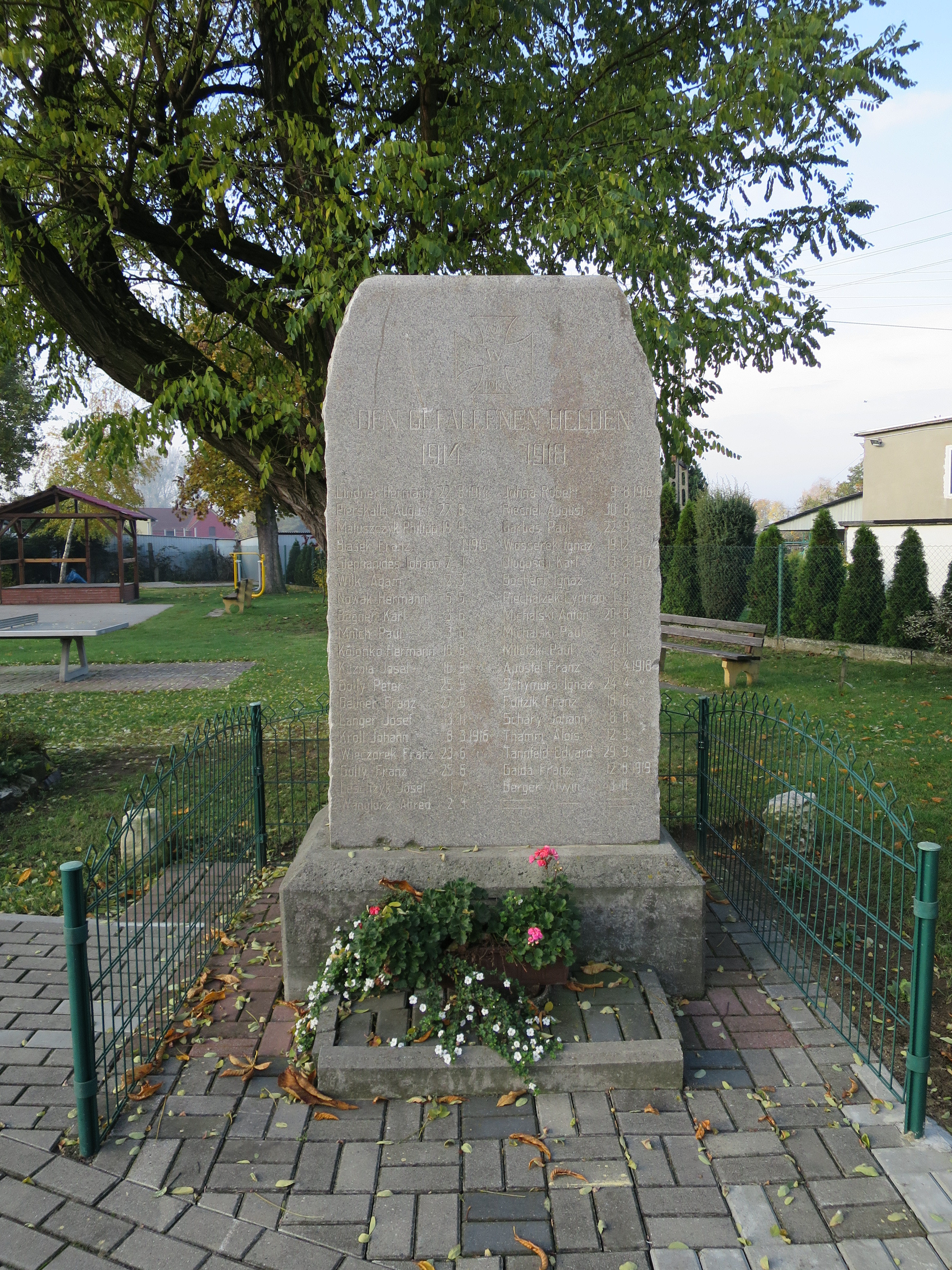
Gefallenendenkmal

Der Ort wurde 1246 im Testament von Mesko II. von Oppeln-Ratibor als „Breze“ erstmals urkundlich erwähnt. In diesem Testament übertrug Mesko den Ort an das Dominikanerkloster in Ratibor. Es folgten Erwähnungen als Brese, Bresca und villa Brzeszcze. Der Ortsname leitet sich vom slawischen Begriff Brzesz ab und bedeutet in etwa Ort am Ufer.
Nach dem Ersten Schlesischen Krieg 1742 fiel Brzezetz mit dem größten Teil Schlesiens an Preußen. Der Ort wurde 1783 im Buch Beytrage zur Beschreibung von Schlesien als Brzezek (eventuell fehlerhaft statt Brzezetz) erwähnt, gehörte einer Prinzessin von Hohenlohe und lag im Landkreis Tost und hatte 121 Einwohner, ein Vorwerk, 20 Gärtner und Häusler.
Nach der Neuorganisation der Provinz Schlesien gehörte die Landgemeinde Brzezetz  ab 1818 zum Landkreis Cosel im Regierungsbezirk Oppeln. 1845 bestanden im Dorf eine katholische Kapelle, ein Vorwerk, eine Försterei, ein Sägewerk sowie 38 Häuser. Im gleichen Jahr lebten in Brzezetz 383 Menschen, davon vier evangelisch. 1865 bestand "Brzezetz" aus einer Dorfgemeinde und einem Dominium. Das Dorf hatte zu diesem Zeitpunkt 20 Gärtnerstellen und 17 Häuslerstellen. Ferner gab es eine Wassermühle mit zwei Mahlgängen und einer Säge. 1874 wurde der Amtsbezirk Slawentzitz gegründet, welcher die Landgemeinden Alt Cosel, Birawa, Brzezetz, Goschütz, Jacobswalde, Kandrzin-Pogorzelletz, Klein Althammer, Lenartowitz, Libischau, Medar-Blechhammer, Miesce, Ortowitz, Sackenhoym, Slawentzitz und Slawentzitz Kolonie und die Gutsbezirke Alt Cosel, Birawa, Brzezetz, Goschütz, Jacobswalde, Kandrzin-Pogorzelletz, Klein Althammer, Lenartowitz, Libischau, Medar-Blechhammer, Miesce, Ortowitz und Slawentzitz umfasste. 1885 zählte der Ort 530 Einwohner.
Bei der Volksabstimmung in Oberschlesien am 20. März 1921 stimmten 302 Wahlberechtigte für einen Verbleib Oberschlesiens bei Deutschland und 252 für eine Zugehörigkeit zu Polen. Auf Gut Brzezetz stimmten 29 für Deutschland und zehn für Polen. Brzezetz verblieb nach der Teilung Oberschlesiens beim Deutschen Reich. Um 19. Juni 1926 wurde der Ort in Birken umbenannt. 1933 zählte Birken 1055, 1939 wiederum 1072 Einwohner. Bis 1945 befand sich der Ort im Landkreis Cosel.
1945 kam der bis dahin deutsche Ort unter polnische Verwaltung und wurde anschließend der Woiwodschaft Schlesien angeschlossen und ins polnische Brzeźce umbenannt. Der Landkreis Cosel wurde in Powiat Kozielski umbenannt. 1950 kam der Ort zur Woiwodschaft Oppeln. Seit 1973 gehört der Ort zur Gemeinde Birawa. 1975 wurde der Powiat Kozielski aufgelöst. 1999 kam der Ort zum neugegründeten Powiat Kędzierzyńsko-Kozielski. Am 23. April 2007 wurde in der Gemeinde Birawa Deutsch als zweite Amtssprache eingeführt. Am 10. Januar 2011 erhielt der Ort zusätzlich den amtlichen deutschen Ortsnamen Brzezetz.

## Sehenswürdigkeiten
- Die Kapelle mit Glockenturm aus dem Jahr 1786 mit einem Altar im Rokokostil und einem Bild der heiligen Hedwig von Schlesien.
- Gedenkstein für die Gefallenen des Ersten Weltkriegs

## Vereine
- Deutscher Freundschaftskreis
- Freiwillige Feuerwehr OSP Brzeźce
- Fußballverein LZS Brzeźce